# Sovjet-inval in Bulgarije
De Sovjet-inval in Bulgarije 1944 was een geweldloze Sovjet-militaire operatie in september 1944. Het Rode Leger fungeerde hierbij als steun en drukmiddel voor de Bulgaarse 9 september-staatsgreep. De eigenlijke inval duurde nog geen twee dagen en in die tijd nam het Rode Leger het noordoosten van Bulgarije in. Pas in de weken erna werden posities in het gehele land ingenomen. Maar de meeste troepen van het Rode Leger verlieten het land al weer in september en oktober om verder te vechten in Joegoslavië en Hongarije. Slechts een leger bleef achter.

## Slagorde Sovjettroepen

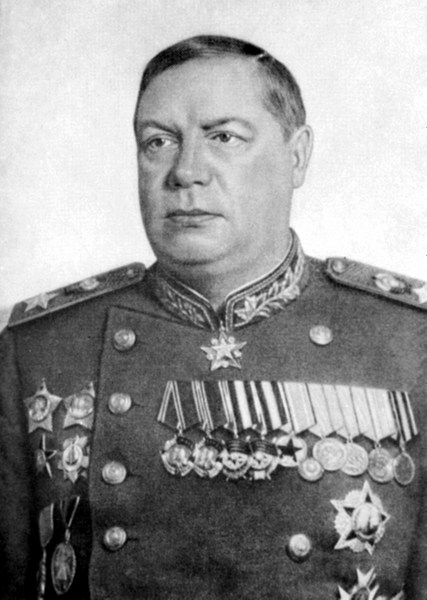
Generaal Fjodor Tolboechin leidde de Sovjettroepen

- 3e Oekraïense Front (generaal Fjodor Tolboechin)
  - 37e Leger (luitenant-generaal Michail N. Sjarochin)
    - 6e Garde Fuselierskorps (generaal-majoor Grigory P. Kotov) met 10e Garde Luchtlandingsdivisie, 20e Garde Fuseliersdivisie, 195e Fuseliersdivisie
    - 66e Fuselierskorps (generaal-majoor Dmitry A. Koeprjanov) met 61e Garde Fuseliersdivisie, 244e en 333e Fuseliersdivisies
    - 82e Fuselierskorps (generaal-majoor Pavel Koeznetsov) met 28e en 92e Garde Fuseliersdivisies, 188e Fuseliersdivisie
    - Direct onder bevel: 96e Tankbrigade

  - 46e Leger (luitenant-generaal Ivan T. Sjlemin)
    - 10e Garde Fuselierskorps (generaal-majoor Ivan A. Roebanjoek) met 49e, 86e en 109e Garde Fuseliers-divisies
    - 31e Garde Fuselierskorps (generaal-majoor Sergej A. Bobroek) met 4e, 34e en 40e Garde Fuseliers-divisies
    - 37e Fuselierskorps (generaal-majoor Fedor S. Koltsjoek) met 59e en 108e Garde Fuseliers-divisies, 320e Fuseliersdivisie

  - 57e Leger (luitenant-generaal Nikolaj A. Gagen)
    - 34e Fuselierskorps (generaal-majoor Ivan S. Kosoboetski) met 259e, 353e en 394e Fuseliers-divisies
    - 64e Fuselierskorps (generaal-majoor Ivan K. Kravtsov) met 73e Garde Fuseliers-divisie, 19e en 52e Fuseliers-divisies
    - 68e Fuselierskorps (generaal-majoor Nikolai N. Sjkodoenovitsj) met 93e, 113e en 223e Fuseliers-divisies
    - Direct onder bevel: 83e Marine Infanteriebrigade

  - Direct onder Front-bevel	
    - 236e Fuseliers-divisie, 255e Marine Infanteriebrigade
    - 4e Garde Gemechaniseerde Korps (luitenant-generaal Vladimir I. Zjdanov) met 13e, 14e en 15e Garde Gemechaniseerde Brigades, 36e Garde Tankbrigade
    - 7e Gemechaniseerde Korps (luitenant-generaal Fjodor G. Katkov) met 16e, 63e en  64e Gemechaniseerde Brigades, 41e Garde Tankbrigade

  - 17e Luchtleger (luitenant-generaal Vladimir A. Soedets)

Het front had in totaal 284 tanks (vrijwel allemaal T-34) en 126 stukken gemechaniseerd geschut tot zijn beschikking. De infanteriesterkte was totaal bijna 169.000 man.

## De inval
Het offensief startte officieel om 11:00 op 8 september, waarbij de verkenningseenheden een uur later op zouden rukken. Een artillerie-voorbereiding was niet gewenst. De hoofdmacht van de drie legers zou pas in de vroege morgen van 9 september oprukken. De twee gemechaniseerde korpsen begonnen hun opmars al om 03:00 die morgen en snelden vooruit. Er was, zoals bevolen uit de Bulgaarse regering, geen enkele tegenstand van de (weinige) Bulgaarse troepen. De opmars had dus meer weg van een troepenverplaatsing dan een gevechtsoperatie.
Op 8 september voerden 1000 man van de 83e Marine Infanteriebrigade een landing uit bij de haven van Varna, gesteund door een kleine luchtlandingsoperatie. De volgende dag voerde 400 man van het 384e Onafhankelijke Marine Infanteriebataljon een zelfde soort operatie (ook met luchtlandingen) uit bij Boergas. De Bulgaarse marine greep niet in. De Duitse Zwarte Zeevloot ook niet, aangezien deze zijn laatste schepen eind augustus zelf tot zinken had gebracht.
De grondtroepen rukten op 9 september verder op onder extreme weersomstandigheden (met temperaturen rond 40°C). Het 7e Gemechaniseerde Korps bereikte Sjoemen en Karnobat en het 4e Garde Gemechaniseerde Korps bereikte Boergas en Aitos.
Op 9 september om 19:00 stopte de opmars van de Sovjettroepen op de lijn Roese – Razgrad – Targovisjte – Karnobat – Boergas.

## Nasleep en verdere acties
Op 10 september volgde het bevel van Stavka om het 46e Leger en het 7e Gemechaniseerde Korps onder bevel te gaan brengen (effectief vanaf 20 september) van het 2e Oekraïense Front rond de Roemeense stad Craiova.
Stavka vaardigde op 13 september een bevel uit voor het verplaatsen van Sovjettroepen naar de hoofdstad Sofia. Al de volgende dag verplaatsten delen van het 17e Luchtleger zich. De grondtroepen die toegewezen werden aan deze Sofia-groep waren het 34e Fuselierskorps met zijn drie divisies en enkele kleinere eenheden. Op 15 september trokken de 5e Garde Gemotoriseerde Fuseliersbrigade en het 53e Motorfiets Regiment om 19.15 u de stad binnen. De groep nam daarna posities in ten westen van Sofia op de lijn Radomir – Pernik – Kostinbrod.
Op 18 september 1944 kwam het gehele Bulgaarse leger onder het operationele bevel van de commandant van het 3e Oekraïense Front, maarschalk Fjodor Tolboechin.
Eind september werd het 57e Leger overgebracht naar de Bulgaars-Joegoslavische grens rond Vidin – Berkovitsa – Lom, als voorbereiding op het Belgrado-offensief.
Op 25 september vestigde het hoofdkwartier van het 3e Oekraïense Front zich in Tarnovo.
Het 37e Leger nam vanaf 27 september posities in het gebied rond Kazanlik, Jambol, Elchovo en Zvezdets, het 4e Garde Gemechaniseerde Korps legerde zich tussen 24 en 30 september rond Jambol. Het 37e Leger bleef in deze positie tot het eind van de oorlog. Het beschermde hiermee de zuidelijke Sovjet-flank en was ook in staat posities in te nemen tegen mogelijke activiteiten vanuit Turkije of Griekenland.